# Élections régionales de 1990 en Bavière
Les élections régionales de 1990 en Bavière (en allemand : Landtagswahl in Bayern 1990) se tiennent le 14 octobre 1990, afin d'élire les 204 députés de la 12e législature du Landtag.

## Mode de scrutin
Le Landtag est constitué de 204 députés (en allemand : Mitglied des Landtags, MdL), élus pour une législature de quatre ans au suffrage universel direct et suivant le scrutin proportionnel de Hare.
Chaque électeur dispose de deux voix : la première lui permet de voter pour un candidat de sa circonscription (en allemand : Stimmkreisstimme), selon les modalités du scrutin uninominal majoritaire à un tour, le Land comptant un total de 104 circonscriptions ; la seconde voix (en allemand : Wahlkreisstimme) lui permet de voter en faveur d'une liste de candidats présentée par un parti au niveau de son district.
Lors du dépouillement, l'intégralité des 204 sièges est répartie en fonction du total des premières et secondes voix récoltées, à condition qu'un parti ait remporté 10 % des voix au niveau d'au moins un district. Si un parti a remporté des mandats au scrutin uninominal, ses sièges sont d'abord pourvus par ceux-ci.
Dans le cas où un parti obtient plus de mandats au scrutin uninominal que la proportionnelle ne lui en attribue, la taille du Landtag est augmentée jusqu'à rétablir la proportionnalité.

## Résultats

### Voix et sièges
|                                   | Union chrétienne-sociale en Bavière (CSU) | Union chrétienne-sociale en Bavière (CSU) | 3 007 566 | 53,81 | 102 | 1             | 3 085 948 | 56,01 | 25  | 6 093 514  | 54,90 | 127 | 1             |  |  |  |
|                                   | Parti social-démocrate d'Allemagne (SPD)  | Parti social-démocrate d'Allemagne (SPD)  | 1 494 492 | 26,74 | 2   | en stagnation | 1 387 516 | 25,18 | 56  | 2 882 008  | 25,97 | 58  | 3             |  |  |  |
|                                   | Les Verts (Grünen)                        | Les Verts (Grünen)                        | 354 690   | 6,35  | 0   | en stagnation | 357 411   | 6,49  | 12  | 712 101    | 6,42  | 12  | 3             |  |  |  |
|                                   | Parti libéral-démocrate (FDP)             | Parti libéral-démocrate (FDP)             | 295 258   | 5,28  | 0   | en stagnation | 278 080   | 5,05  | 7   | 573 338    | 5,17  | 7   | 7             |  |  |  |
|                                   | Les Républicains (REP)                    | Les Républicains (REP)                    | 279 405   | 5,00  | 0   | en stagnation | 259 210   | 4,70  | 0   | 538 615    | 4,85  | 0   | en stagnation |  |  |  |
|                                   | Parti écologiste-démocrate (ÖDP)          | Parti écologiste-démocrate (ÖDP)          | 100 114   | 1,79  | 0   | en stagnation | 92 300    | 1,68  | 0   | 192 414    | 1,73  | 0   | en stagnation |  |  |  |
|                                   | Parti bavarois (BP)                       | Parti bavarois (BP)                       | 53 459    | 0,96  | 0   | en stagnation | 40 251    | 0,73  | 0   | 93 710     | 0,84  | 0   | en stagnation |  |  |  |
|                                   | Autres                                    | Autres                                    | 4 240     | 0,08  | 0   | en stagnation | 8 972     | 0,16  | 0   | 13 212     | 0,12  | 0   | en stagnation |  |  |  |
|                                   |                                           |                                           |           |       |     |               |           |       |     |            |       |     |               |  |  |  |
| Votes valides                     | Votes valides                             | Votes valides                             | 5 589 224 |       |     |               | 5 509 688 |       |     | 11 098 912 |       |     |               |  |  |  |
| Votes blancs et nuls              |                                           |                                           |           |       |     |               |           |       |     |            |       |     |               |  |  |  |
| Total                             | Total                                     | Total                                     |           | 100   | 104 | 1             |           | 100   | 100 |            | 100   | 204 | en stagnation |  |  |  |
| Abstentions                       |                                           |                                           |           |       |     |               |           |       |     |            |       |     |               |  |  |  |
| Nombre d'inscrits / participation |                                           |                                           |           |       |     |               |           |       |     |            |       |     |               |  |  |  |